# 영국 아카데미 작품상
이 문서는 영국 아카데미 작품상에 대해 다룬다.

## 1940년대
| 연도                      | 영화                         | 감독                | 제작                             | 국가     |
| ------------------------- | ---------------------------- | ------------------- | -------------------------------- | -------- |
| 1947 (1회)                |                              |                     |                                  |          |
| Best Film from any Source | 《우리 생애 최고의 해》      | 윌리엄 와일러       | 새뮤얼 골드윈                    | 미국     |
| 1948 (2회)                |                              |                     |                                  |          |
| Best Film from any Source | 《햄릿》                     | 로런스 올리비에     | 로런스 올리비에                  | 영국     |
| Best Film from any Source | 《십자포화》                 | 에드워드 드미트릭   | 에이드리언 스콧                  | 미국     |
| Best Film from any Source | 《몰락한 우상》              | 캐럴 리드           | 캐럴 리드                        | 영국     |
| Best Film from any Source | 《뱅상 씨》                  | 모리스 클로슈       | 조르주 드라그랑디에르 자작       | 프랑스   |
| Best Film from any Source | 《공포의 거리》              | 쥘 다생             | 마크 헬린저                      | 미국     |
| Best Film from any Source | 《전화의 저편》              | 로베르토 로셀리니   | 로드 E. 가이거 로베르토 로셀리니 | 이탈리아 |
| Best Film from any Source | 《Four Steps in the Clouds》 | 알레산드로 블라세티 | 주세페 아마토                    | 이탈리아 |
| 1949 (3회)                |                              |                     |                                  |          |
| Best Film from any Source | 《자전거 도둑》              | 비토리오 데시카     | 주세페 아마토                    | 이탈리아 |
| Best Film from any Source | 《The Ballad of Berlin》     | R. A. 슈템레        | 알프 타이히스                    | 독일     |
| Best Film from any Source | 《마지막 무대》              | 반다 야쿠보프스카   |                                  | 폴란드   |
| Best Film from any Source | 《셋업》                     | 로버트 와이즈       | 리처드 골드스톤                  | 미국     |
| Best Film from any Source | 《제3의 사나이》             | 캐럴 리드           | 캐럴 리드                        | 영국     |
| Best Film from any Source | 《시에라 마드레의 보물》     | 존 휴스턴           | 헨리 블랭키                      | 미국     |
| Best Film from any Source | 《The Window》               | 테드 테츨래프       | 프레더릭 얼먼 주니어             | 미국     |

## 1950년대
| 연도                      | 영화                             | 감독                               | 제작                                               | 국가            |
| ------------------------- | -------------------------------- | ---------------------------------- | -------------------------------------------------- | --------------- |
| 1950 (4회)                |                                  |                                    |                                                    |                 |
| Best Film from any Source | 《이브의 모든 것》               | 조지프 L. 맹키위츠                 | 대릴 F. 재넉                                       | 미국            |
| Best Film from any Source | 《아스팔트 정글》                | 존 휴스턴                          | 아서 혼블로 주니어                                 | 미국            |
| Best Film from any Source | 《Beauty and the 비스트》        | 르네 클레르                        | 살보 단젤로                                        | 프랑스          |
| Best Film from any Source | 《사막의 침입자》                | 클래런스 브라운                    | 클래런스 브라운                                    | 미국            |
| Best Film from any Source | 《더 맨》                        | 프레드 진네만                      | 스탠리 크레이머                                    | 미국            |
| Best Film from any Source | 《춤추는 대뉴욕》                | 스탠리 도넌 진 켈리                | 아서 프리드                                        | 미국            |
| Best Film from any Source | 《오르페》                       | 장 콕토                            | 앙드레 폴베                                        | 프랑스          |
| 1951 (5회)                |                                  |                                    |                                                    |                 |
| Best Film from any Source | 《윤무》                         | 막스 오퓔스                        | 랄프 바움 사샤 고르딘                              | 프랑스          |
| Best Film from any Source | 《파리의 아메리카인》            | 빈센트 미넬리                      | 아서 프리드                                        | 미국            |
| Best Film from any Source | 《브라우닝 버전》                | 앤서니 애스퀴스                    | 테디 베어드                                        | 영국            |
| Best Film from any Source | 《형사 이야기》                  | 윌리엄 와일러                      | 윌리엄 와일러                                      | 미국            |
| Best Film from any Source | 《Sunday in Augu회》             | 루차노 엠메르                      | 세르조 아미데이                                    | 이탈리아        |
| Best Film from any Source | 《제14시간》                     | 헨리 해서웨이                      | 솔 C. 시걸                                         | 미국            |
| Best Film from any Source | 《영양 제리》                    | 알프 셰베리                        | 루네 발데크란스                                    | 스웨덴          |
| Best Film from any Source | 《라벤더 힐 몹》                 | 찰스 크라이튼                      | 마이클 밸컨                                        | 영국            |
| Best Film from any Source | 《매직 박스》 (1951)             | 존 볼팅                            | 로널드 님                                          | 영국            |
| Best Film from any Source | 《The Magic Garden》             | 도널드 스완슨                      | 도널드 스완슨                                      | 영국            |
| Best Film from any Source | 《흰 양복의 사나이》             | 알렉산더 매켄드릭                  | 마이클 밸컨                                        | 영국            |
| Best Film from any Source | 《No Resting Place》             | Paul Rotha                         | 콜린 레슬리                                        | 영국            |
| Best Film from any Source | 《전사의 용기》                  | 존 휴스턴                          | 고트프리트 라인하르트                              | 미국            |
| Best Film from any Source | 《The Small Miracle》            | 모리스 클로슈 랠프 스마트          | 앤서니 해블록앨런                                  | 영국            |
| Best Film from any Source | 《The Sound of Fury》            | 시릴 엔드필드                      | 로버트 스틸먼                                      | 미국            |
| Best Film from any Source | 《워크 인 더 선》                | 루이스 마일스톤                    | 루이스 마일스톤                                    | 미국            |
| Best Film from any Source | 《White Corridors》              | 팻 잭슨                            | 존 크로이던 조지프 재니                            | 영국            |
| Best Film from any Source | 《에드워드와 캐롤라인》          | 자크 베케르                        |                                                    | 프랑스          |
| 1952 (6회)                |                                  |                                    |                                                    |                 |
| Best Film from any Source | 《소리의 장벽》                  | 데이비드 린                        | 데이비드 린                                        | 영국            |
| Best Film from any Source | 《아프리카의 여왕》              | 존 휴스턴                          | 샘 스피걸                                          | 영국            |
| Best Film from any Source | 《Angels One Five》              | George More O'Ferrall              | 존 W. 고사지 데릭 N. 트위스트                      | 영국            |
| Best Film from any Source | 《The Boy Kumasenu》             | 숀 그레이엄                        |                                                    | 가나            |
| Best Film from any Source | 《캐리》                         | 윌리엄 와일러                      | 윌리엄 와일러                                      | 미국            |
| Best Film from any Source | 《황금 투구》                    | 자크 베케르                        | 레이먼드 하킴 로버트 하킴                          | 프랑스          |
| Best Film from any Source | 《울어라, 사랑하는 조국이여》    | 졸탄 코르더                        | 졸탄 코르더 앨런 페이턴                            | 영국            |
| Best Film from any Source | 《세일즈맨의 죽음》              | 베네데크 라슬로                    | 스탠리 크레이머                                    | 미국            |
| Best Film from any Source | 《라임라이트》                   | 찰스 채플린                        | 찰스 채플린                                        | 미국            |
| Best Film from any Source | 《맨디》                         | 알렉산더 매켄드릭 프레드 F. 시어스 | 마이클 밸컨 레슬리 노먼                            | 영국            |
| Best Film from any Source | 《밀라노의 기적》                | 비토리오 데시카                    | 비토리오 데시카                                    | 이탈리아        |
| Best Film from any Source | 《잊혀진 사람들》                | 루이스 부뉴엘                      | 오스카르 단시헤르스 세르히오 코간 Jaime A. Menasce | 멕시코          |
| Best Film from any Source | 《버림받은 자의 초상》           | 캐럴 리드                          | 캐럴 리드                                          | 영국            |
| Best Film from any Source | 《라쇼몽》                       | 구로사와 아키라                    | 미노우라 진고                                      | 일본            |
| Best Film from any Source | 《강》                           | 장 르누아르                        | 케네스 매컬다우니 장 르누아르                      | 영국            |
| Best Film from any Source | 《사랑은 비를 타고》             | 스탠리 도넌 진 켈리                | 아서 프리드                                        | 미국            |
| Best Film from any Source | 《욕망이라는 이름의 전차》       | 엘리아 카잔                        | 찰스 K. 펠드먼                                     | 미국            |
| Best Film from any Source | 《혁명아 자파타》                | 엘리아 카잔                        | 대릴 F. 재넉                                       | 미국            |
| 1953 (7회)                |                                  |                                    |                                                    |                 |
| Best Film from any Source | 《금지된 장난》                  | 르네 클레망                        | 로베르 도르프망                                    | 프랑스          |
| Best Film from any Source | 《미녀와 건달》                  | 빈센트 미넬리                      | 존 하우스먼                                        | 미국            |
| Best Film from any Source | 《사랑하는 시바여 돌아오라》     | 대니얼 맨                          | 핼 B. 월리스                                       | 미국            |
| Best Film from any Source | 《잔인한 바다》                  | 찰스 프렌드                        | 레슬리 노먼                                        | 영국            |
| Best Film from any Source | 《Two Cents Worth of Hope》      | 레나토 카스텔라니                  | 산드로 겐치                                        | 이탈리아        |
| Best Film from any Source | 《지상에서 영원으로》            | 프레드 진네만                      | 마일로 애들러길리스                                | 미국            |
| Best Film from any Source | 《제네비에브》                   | 헨리 코닐리어스                    | 헨리 코닐리어스                                    | 영국            |
| Best Film from any Source | 《The Heart of the Matter》      | George More O'Ferrall              | 이언 댈림플                                        | 영국            |
| Best Film from any Source | 《줄리어스 시저》                | 조지프 L. 맹키위츠                 | 존 하우스먼                                        | 미국            |
| Best Film from any Source | 《The Kidnappers》               | 필립 리콕                          | 세르게이 놀반도프 레슬리 파킨                      | 영국            |
| Best Film from any Source | 《Lili》                         | 찰스 월터스                        | 에드윈 H. 노프                                     | 미국            |
| Best Film from any Source | 《The Medium》                   | 잔카를로 메노티                    | 월터 로언달                                        | 이탈리아        |
| Best Film from any Source | 《모감보》                       | 존 포드                            | 샘 짐벌리스트                                      | 미국            |
| Best Film from any Source | 《물랑 루즈》                    | 존 휴스턴                          | 울프 형제                                          | 영국            |
| Best Film from any Source | 《우리는 모두 살인자다》         | 앙드레 카야트                      | 프랑수아 카롱                                      | 프랑스          |
| Best Film from any Source | 《돈 카밀로 신부의 작은 전쟁》   | 쥘리앵 뒤비비에                    | 주세페 아마토                                      | 프랑스 이탈리아 |
| Best Film from any Source | 《로마의 휴일》                  | 윌리엄 와일러                      | 윌리엄 와일러                                      | 미국            |
| Best Film from any Source | 《셰인》                         | 조지 스티븐스                      | 조지 스티븐스                                      | 미국            |
| Best Film from any Source | 《태양은 밝게 빛난다》           | 존 포드                            | 메리언 C. 쿠퍼 존 포드                             | 미국            |
| 1954 (8회)                |                                  |                                    |                                                    |                 |
| Best Film from any Source | 《공포의 보수》                  | 앙리조르주 클루조                  | 레몽 보르드리                                      | 프랑스          |
| Best Film from any Source | 《케인호의 반란》                | 에드워드 드미트릭                  | 스탠리 크레이머                                    | 미국            |
| Best Film from any Source | 《캐링턴 V.C.》                  | 앤서니 애스퀴스                    | 테디 베어드                                        | 영국            |
| Best Film from any Source | 《The Divided Heart》            | 찰스 크라이튼                      | 마이클 트루먼                                      | 영국            |
| Best Film from any Source | 《청춘 진단》                    | 랠프 토머스                        | 베티 E. 박스                                       | 영국            |
| Best Film from any Source | 《Executive Suite》              | 로버트 와이즈                      | 존 하우스먼                                        | 미국            |
| Best Film from any Source | 《For Better, for Worse》        | J. 리 톰슨                         | 케네스 하퍼                                        | 영국            |
| Best Film from any Source | 《홉슨의 사위 고르기》           | 데이비드 린                        | 데이비드 린                                        | 영국            |
| Best Film from any Source | 《백만장자와 결혼하는 법》       | Jean Negulesco                     | Nunnally Johnson                                   | 미국            |
| Best Film from any Source | 《지옥문》                       | 기누가사 데이노스케                | 나가타 마사이치                                    | 일본            |
| Best Film from any Source | 《The Maggie》                   | 알렉산더 매켄드릭                  | 마이클 트루먼                                      | 영국            |
| Best Film from any Source | 《푸른 달》                      | 오토 프레민저                      | 오토 프레민저                                      | 미국            |
| Best Film from any Source | 《워터프론트》                   | 엘리아 카잔                        | 샘 스피걸                                          | 미국            |
| Best Film from any Source | 《빵과 사랑과 꿈》               | 루이지 코멘치니                    | 마르첼로 지로시                                    | 이탈리아        |
| Best Film from any Source | 《진홍의 평원》                  | 로버트 패리시                      | 존 브라이언                                        | 영국            |
| Best Film from any Source | 《이창》                         | 앨프리드 히치콕                    | 앨프리드 히치콕                                    | 미국            |
| Best Film from any Source | 《Riot in Cell Block 11》        | 돈 시걸                            | Walter Wanger                                      | 미국            |
| Best Film from any Source | 《로빈슨 크루소》                | 루이스 부뉴엘                      | 오스카르 단시헤르스 Henry F. Ehrlich               | 멕시코          |
| Best Film from any Source | 《로미오와 줄리엣》              | 레나토 카스텔라니                  | 산드로 겐치 조지프 재니                            | 영국            |
| Best Film from any Source | 《제7인의 신부》                 | 스탠리 도넌                        | 잭 커밍스                                          | 미국            |
| 1955 (9회)                |                                  |                                    |                                                    |                 |
| Best Film from any Source | 《리처드 3세》                   | 로런스 올리비에                    | 로런스 올리비에                                    | 영국            |
| Best Film from any Source | 《배드 데이 블랙 록》            | 존 스터지스                        | 도어 셰리                                          | 미국            |
| Best Film from any Source | 《카르멘 존스》                  | 오토 프레민저                      | 오토 프레민저                                      | 미국            |
| Best Film from any Source | 《콜디츠 스토리》                | 가이 해밀턴                        | 아이번 폭스웰                                      | 영국            |
| Best Film from any Source | 《댐 버스터》                    | 마이클 앤더슨                      |                                                    | 영국            |
| Best Film from any Source | 《에덴의 동쪽》                  | 엘리아 카잔                        | 엘리아 카잔                                        | 미국            |
| Best Film from any Source | 《레이디킬러》                   | 알렉산더 매켄드릭                  | 세스 홀트 마이클 밸컨                              | 영국            |
| Best Film from any Source | 《마티》                         | 델버트 맨                          | 해럴트 헥트                                        | 미국            |
| Best Film from any Source | 《제8인의 승객》                 | 레슬리 노먼                        | 마이클 밸컨                                        | 영국            |
| Best Film from any Source | 《죄수》                         | 피터 글렌빌                        | 비비언 콕스                                        | 영국            |
| Best Film from any Source | 《제7인의 사무라이》             | 구로사와 아키라                    | 모토키 소지로                                      | 일본            |
| Best Film from any Source | 《심바》                         | 브라이언 데즈먼드 허스트           | Peter De Sarigny                                   | 영국            |
| Best Film from any Source | 《길》                           | 페데리코 펠리니                    | 디노 데라우렌티스 카를로 폰티                      | 이탈리아        |
| Best Film from any Source | 《여정》                         | 데이비드 린                        | Ilya Lopert                                        | 영국 미국       |
| 1956 (10회)               |                                  |                                    |                                                    |                 |
| Best Film from any Source | 《목로주점》                     | 르네 클레망                        | Annie Dorfmann                                     | 프랑스          |
| Best Film from any Source | 《프렌즈 포 어 라이프》          | 프랑코 로시                        | 카를로 치발레로                                    | 이탈리아        |
| Best Film from any Source | 《아기 인형》                    | 엘리아 카잔                        | 엘리아 카잔 테네시 윌리엄스                        | 미국            |
| Best Film from any Source | 《라플라타 강의 전투》           | 마이클 파월 에머릭 프레스버거      | 마이클 파월 에머릭 프레스버거                      | 영국            |
| Best Film from any Source | 《The Unfrocked One》            | 레오 조아농                        | 알랭 푸아레 로제 리바도뒤마                        | 프랑스          |
| Best Film from any Source | 《아가씨와 건달들》              | 조지프 L. 맹키위츠                 | 새뮤얼 골드윈                                      | 미국            |
| Best Film from any Source | 《킬링》                         | 스탠리 큐브릭                      | 제임스 B. 해리스                                   | 미국            |
| Best Film from any Source | 《존재한 적 없는 사나이》        | 로널드 님                          | 앙드레 하킴                                        | 영국            |
| Best Film from any Source | 《황금팔을 가진 사나이》         | 오토 프레민저                      | 오토 프레민저                                      | 미국            |
| Best Film from any Source | 《피크닉》                       | 조슈아 로건                        | Fred Kohlmar                                       | 미국            |
| Best Film from any Source | 《The Grasshopper》              | 삼손 삼소노프                      |                                                    | 소련            |
| Best Film from any Source | 《하늘을 향하여》                | 루이스 길버트                      | Daniel M. Angel                                    | 영국            |
| Best Film from any Source | 《이유없는 반항》                | 니컬러스 레이                      | 데이비드 와이스바트                                | 미국            |
| Best Film from any Source | 《Shadow》                       | 예지 카발레로비치                  |                                                    | 폴란드          |
| Best Film from any Source | 《한 여름밤의 미소》             | 잉마르 베리만                      | 알란 에켈룬드                                      | 스웨덴          |
| Best Film from any Source | 《A Town Like Alice》            | 잭 리                              | 조지프 재니                                        | 영국            |
| Best Film from any Source | 《해리의 소동》                  | 앨프리드 히치콕                    | 앨프리드 히치콕                                    | 미국            |
| Best Film from any Source | 《전쟁과 평화》                  | 킹 비더                            | 디노 데라우렌티스                                  | 미국 이탈리아   |
| Best Film from any Source | 《Yield to the Night》           | J. 리 톰슨                         | 케네스 하퍼                                        | 영국            |
| 1957 (11회)               |                                  |                                    |                                                    |                 |
| Best Film from any Source | 《콰이 강의 다리》               | 데이비드 린                        | 샘 스피걸                                          | 영국            |
| Best Film from any Source | 《12인의 성난 사람들》           | 시드니 루멧                        | 헨리 폰다 레지널드 로즈                            | 미국            |
| Best Film from any Source | 《결단의 순간 3:10》             | 델머 데이브스                      | David Heilweil                                     | 미국            |
| Best Film from any Source | 《총각 파티》                    | 델버트 맨                          | 해럴트 헥트                                        | 미국            |
| Best Film from any Source | 《He Who Must Die》              | 쥘 다생                            | 앙리 베라르                                        | 이탈리아 프랑스 |
| Best Film from any Source | 《도시의 가장자리》              | 마틴 릿                            | 데이비드 서스킨드                                  | 미국            |
| Best Film from any Source | 《미스터 앨리슨》                | 존 휴스턴                          | 버디 애들러 유진 프렝키                            | 미국            |
| Best Film from any Source | 《대지의 노래》                  | 사티야지트 레이                    | 서벵골주 정부                                      | 인도            |
| Best Film from any Source | 《영광의 길》                    | 스탠리 큐브릭                      | 커크 더글러스 제임스 B. 해리스 스탠리 큐브릭       | 미국            |
| Best Film from any Source | 《릴라의 문》                    | 르네 클레르                        | 르네 클레르                                        | 프랑스 이탈리아 |
| Best Film from any Source | 《왕자와 무희》                  | 로런스 올리비에                    | 로런스 올리비에                                    | 영국            |
| Best Film from any Source | 《The Shiralee》                 | 레슬리 노먼                        | 마이클 밸컨 잭 릭스                                | 영국            |
| Best Film from any Source | 《That Night!》                  | 존 뉴랜드                          | 하이먼 브라운                                      | 미국            |
| Best Film from any Source | 《가슴에 빛나는 별》             | 앤서니 맨                          | 윌리엄 펄버그 조지 시턴                            | 미국            |
| Best Film from any Source | 《사형수 탈출하다》              | 로베르 브레송                      | 알랭 푸아레 Jean Thuillier                         | 프랑스          |
| Best Film from any Source | 《Windom's Way》                 | 로널드 님                          | 존 브라이언                                        | 영국            |
| 1958 (12회)               |                                  |                                    |                                                    |                 |
| Best Film from any Source | 《꼭대기 방》                    | 잭 클레이턴                        | 제임스 울프 존 울프                                | 영국            |
| Best Film from any Source | 《불굴의 인간》                  | 사티야지트 레이                    | 사티야지트 레이                                    | 인도            |
| Best Film from any Source | 《뜨거운 양철 지붕 위의 고양이》 | 리처드 브룩스                      | 로런스 와인가튼                                    | 미국            |
| Best Film from any Source | 《흑과 백》                      | 스탠리 크레이머                    | 스탠리 크레이머                                    | 미국            |
| Best Film from any Source | 《Ice Cold in Alex》             | J. 리 톰슨                         | W.A. 휘터커                                        | 영국            |
| Best Film from any Source | 《무분별》                       | 스탠리 도넌                        | 스탠리 도넌                                        | 영국            |
| Best Film from any Source | 《학이 난다》                    | 미헤일 칼라토지슈빌리              | 미헤일 칼라토지슈빌리                              | 소련            |
| Best Film from any Source | 《해돋는 언덕》                  | 마틴 릿                            | 제리 월드                                          | 미국            |
| Best Film from any Source | 《카비리아의 밤》                | 페데리코 펠리니                    | 디노 데라우렌티스                                  | 이탈리아        |
| Best Film from any Source | 《Orders to Kill》               | 앤서니 애스퀴스                    | 앤서니 해블록앨런                                  | 영국            |
| Best Film from any Source | 《바다와 모래》                  | 가이 그린                          | 로버트 S. 베이커 몬티 버먼                         | 영국            |
| Best Film from any Source | 《The Sheepman》                 | 조지 마셜                          | 에드먼드 그레인저                                  | 미국            |
| Best Film from any Source | 《산딸기》                       | 잉마르 베리만                      | 알란 에켈룬드                                      | 스웨덴          |
| Best Film from any Source | 《젊은 사자들》                  | 에드워드 드미트릭                  | 앨 릭트먼                                          | 미국            |
| 1959 (13회)               |                                  |                                    |                                                    |                 |
| Best Film from any Source | 《벤허》                         | 윌리엄 와일러                      | 샘 짐벌리스트                                      | 미국            |
| Best Film from any Source | 《살인자의 해부》                | 오토 프레민저                      | 오토 프레민저                                      | 미국            |
| Best Film from any Source | 《마술사》                       | 잉마르 베리만                      |                                                    | 스웨덴          |
| Best Film from any Source | 《빅 컨츄리》                    | 윌리엄 와일러                      | 그레고리 펙 윌리엄 와일러                          | 미국            |
| Best Film from any Source | 《강박충동》                     | 리처드 플라이셔                    | 리처드 D. 재넉                                     | 미국            |
| Best Film from any Source | 《지지》                         | 빈센트 미넬리                      | 아서 프리드                                        | 미국            |
| Best Film from any Source | 《성난 얼굴로 돌아보라》         | 토니 리처드슨                      | 해리 샐츠먼                                        | 영국            |
| Best Film from any Source | 《Maigret Sets a Trap》          | 장 들라누아                        | 장폴 기베르                                        | 프랑스          |
| Best Film from any Source | 《인도의 열정》                  | J. 리 톰슨                         | 마셀 헬먼                                          | 영국            |
| Best Film from any Source | 《파계》                         | 프레드 진네만                      | 헨리 블랭키                                        | 미국            |
| Best Film from any Source | 《재와 다이아몬드》              | 안제이 바이다                      |                                                    | 폴란드          |
| Best Film from any Source | 《사파이어》                     | 배질 디어든                        | 마이클 렐프                                        | 영국            |
| Best Film from any Source | 《뜨거운 것이 좋아》             | 빌리 와일더                        | 빌리 와일더                                        | 미국            |
| Best Film from any Source | 《타이거 베이》                  | J. 리 톰슨                         | 존 호크즈워스 레슬리 파킨 줄리언 윈틀              | 영국            |
| Best Film from any Source | 《어제의 적》                    | 밸 게스트                          | 마이클 카레라스                                    | 영국            |

## 1960년대
| 연도                      | 영화                                        | 감독                      | 제작                                                                  | 국가                               |
| ------------------------- | ------------------------------------------- | ------------------------- | --------------------------------------------------------------------- | ---------------------------------- |
| 1960 (14회)               |                                             |                           |                                                                       |                                    |
| Best Film from any Source | 《아파트 열쇠를 빌려드립니다》              | 빌리 와일더               | 빌리 와일더                                                           | 미국                               |
| Best Film from any Source | 《제400번의 구타》                          | 프랑수아 트뤼포           |                                                                       | 프랑스                             |
| Best Film from any Source | 《The Angry Silence》                       | 가이 그린                 | 리처드 애튼버러 브라이언 포브스                                       | 영국                               |
| Best Film from any Source | 《정사》                                    | 미켈란젤로 안토니오니     | 치노 델루카 레이먼드 하킴 로버트 하킴 아마토 펜나실리코 루차노 페루자 | 이탈리아 프랑스                    |
| Best Film from any Source | 《달콤한 인생》                             | 페데리코 펠리니           | 주세페 아마토 안젤로 리촐리                                           | 이탈리아 프랑스                    |
| Best Film from any Source | 《엘머 갠트리》                             | 리처드 브룩스             | 버나드 스미스                                                         | 미국                               |
| Best Film from any Source | 《히로시마 내 사랑》                        | 알랭 레네                 | 아나톨 도망 사미 알퐁                                                 | 프랑스 일본                        |
| Best Film from any Source | 《침묵의 소리》                             | 스탠리 크레이머           | 스탠리 크레이머                                                       | 미국                               |
| Best Film from any Source | 《사랑을 합시다》                           | 조지 큐커                 | 제리 월드                                                             | 미국                               |
| Best Film from any Source | 《흑인 오르페》                             | 마르셀 카뮈               | 사샤 고르딘                                                           | 프랑스 이탈리아 브라질             |
| Best Film from any Source | 《일요일은 참으세요》                       | 쥘 다생                   |                                                                       | 그리스                             |
| Best Film from any Source | 《토요일 밤과 일요일 아침》                 | 카렐 라이스               | 토니 리처드슨                                                         | 영국                               |
| Best Film from any Source | 《그림자들》                                | 존 카사베티스             | Maurice McEndree                                                      | 미국                               |
| Best Film from any Source | 《스파르타쿠스》                            | 스탠리 큐브릭             | 에드워드 루이스                                                       | 미국                               |
| Best Film from any Source | 《오르페의 유언》                           | 장 콕토                   | Jean Thuillier                                                        | 프랑스                             |
| Best Film from any Source | 《오스카 와일드의 재판》                    | 켄 휴스                   | 어빙 앨런 앨버트 R. 브로콜리 Harold Huth                              | 영국                               |
| Best Film from any Source | 《Tunes of Glory》                          | 로널드 님                 | 콜린 레슬리                                                           | 영국                               |
| 1961 (15회)               |                                             |                           |                                                                       |                                    |
| Best Film from any Source | 《Ballad of a Soldier》                     | 그리고리 추흐라이         | M. Chernova                                                           | 소련                               |
| Best Film from any Source | 《The Hustler》                             | Robert Rossen             | Robert Rossen                                                         | 미국                               |
| Best Film from any Source | 《The World of Apu》                        | 사티야지트 레이           | 사티야지트 레이                                                       | 인도                               |
| Best Film from any Source | 《공포의 대저택》                           | 잭 클레이턴               | 잭 클레이턴                                                           | 영국                               |
| Best Film from any Source | 《뉘른베르크 재판》                         | 스탠리 크레이머           | 스탠리 크레이머                                                       | 미국                               |
| Best Film from any Source | 《The Long and the Short and the Tall》     | 레슬리 노먼               | 마이클 밸컨                                                           | 영국                               |
| Best Film from any Source | 《로코와 그 형제들》                        | 루키노 비스콘티           | 고프레도 롬바르도                                                     | 이탈리아                           |
| Best Film from any Source | 《선다우너스》                              | 프레드 진네만             | 제리 블래트너                                                         | 영국                               |
| Best Film from any Source | 《꿀맛》                                    | 토니 리처드슨             | 토니 리처드슨                                                         | 영국                               |
| Best Film from any Source | 《The Hole》 (Le Trou; US: The Night Watch) | 자크 베케르               | 세르주 실베르망                                                       | 프랑스                             |
| Best Film from any Source | 《우리들만의 비밀》                         | 브라이언 포브스           | 리처드 애튼버러                                                       | 영국                               |
| 1962 (16회)               |                                             |                           |                                                                       |                                    |
| Best Film from any Source | 《아라비아의 로렌스》                       | 데이비드 린               | 샘 스피걸                                                             | 영국                               |
| Best Film from any Source | 《지난 해 마리앙바드에서》                  | 알랭 레네                 | 피에르 쿠로 레몽 프로망                                               | 프랑스 이탈리아                    |
| Best Film from any Source | 《빌리 버드》                               | 피터 유스티노프           | 피터 유스티노프                                                       | 영국                               |
| Best Film from any Source | 《탈주한 하사》                             | 장 르누아르               | 아드리 드 카르부시아 롤랑 지라르                                      | 프랑스                             |
| Best Film from any Source | 《개를 데리고 있는 부인》                   | 이오시프 헤이피츠         |                                                                       | 소련                               |
| Best Film from any Source | 《벌거벗은 섬》                             | 신도 가네토               |                                                                       | 일본                               |
| Best Film from any Source | 《쥴 앤 짐》                                | 프랑수아 트뤼포           |                                                                       | 프랑스                             |
| Best Film from any Source | 《사랑의 유형》                             | 존 슐레진저               | 조지프 재니                                                           | 영국                               |
| Best Film from any Source | 《L자형 방》                                | 브라이언 포브스           | 리처드 애튼버러 제임스 울프                                           | 영국                               |
| Best Film from any Source | 《롤라》                                    | 자크 드미                 | 조르주 드 보르가르 카를로 폰티                                        | 프랑스 이탈리아                    |
| Best Film from any Source | 《맨츄리안 켄디데이트》                     | 존 프랭컨하이머           | 조지 액설로드 존 프랭컨하이머                                         | 미국                               |
| Best Film from any Source | 《기적은 사랑과 함께》                      | 아서 펜                   | 프레드 코                                                             | 미국                               |
| Best Film from any Source | 《Only Two Can Play》                       | 시드니 길리엇             | 레슬리 길리엇                                                         | 영국                               |
| Best Film from any Source | 《페드라》                                  | 쥘 다생                   | 쥘 다생                                                               | 그리스                             |
| Best Film from any Source | 《거울을 통해 어렴풋이》                    | 잉마르 베리만             | 알란 에켈룬드                                                         | 스웨덴                             |
| Best Film from any Source | 《Thou Shalt Not Kill》                     | 클로드 오탕라라           | 모리스 에르가스                                                       | 이탈리아 유고슬라비아 리히텐슈타인 |
| Best Film from any Source | 《이렇게도 긴 부재》                        | 앙리 콜피                 |                                                                       | 프랑스 이탈리아                    |
| Best Film from any Source | 《웨스트 사이드 스토리》                    | 제롬 로빈스 로버트 와이즈 | 로버트 와이즈                                                         | 미국                               |
| 1963 (17회)               |                                             |                           |                                                                       |                                    |
| Best Film from any Source | 《톰 존스의 화려한 모험》                   | 토니 리처드슨             | 토니 리처드슨                                                         | 영국                               |
| Best Film from any Source | 《제8과 1/2》                               | 페데리코 펠리니           | 안젤로 리촐리                                                         | 이탈리아                           |
| Best Film from any Source | 《거짓말쟁이 빌리》                         | 존 슐레진저               | 조지프 재니                                                           | 영국                               |
| Best Film from any Source | 《David and Lisa》                          | 프랭크 페리               | 폴 M. 헬러                                                            | 미국                               |
| Best Film from any Source | 《술과 장미의 나날》                        | 블레이크 에드워즈         | 마틴 매널리스                                                         | 미국                               |
| Best Film from any Source | 《이태리식 이혼》                           | 피에트로 제르미           | 프란코 크리스탈디                                                     | 이탈리아                           |
| Best Film from any Source | 《허드》                                    | 마틴 릿                   | 어빙 러베치 마틴 릿                                                   | 미국                               |
| Best Film from any Source | 《물속의 칼》                               | 로만 폴란스키             | 스타니스와프 질레비치                                                 | 폴란드                             |
| Best Film from any Source | 《나폴리에서의 4일》                        | 난니 로이                 | 고프레도 롬바르도                                                     | 이탈리아                           |
| Best Film from any Source | 《하인》                                    | 조지프 로지               | 조지프 로지 노먼 프리건                                               | 영국                               |
| Best Film from any Source | 《욕망의 끝》                               | 린지 앤더슨               | 카렐 라이스                                                           | 영국                               |
| Best Film from any Source | 《앵무새 죽이기》                           | 로버트 멀리건             | 앨런 J. 퍼쿨라                                                        | 미국                               |
| 1964 (18회)               |                                             |                           |                                                                       |                                    |
| Best Film from any Source | 《닥터 스트레인지러브》                     | 스탠리 큐브릭             | 스탠리 큐브릭                                                         | 영국 미국                          |
| Best Film from any Source | 《베킷》                                    | 피터 글렌빌               | 핼 B. 월리스                                                          | 영국                               |
| Best Film from any Source | 《여자가 사랑할 때》                        | 잭 클레이턴               | 제임스 울프                                                           | 영국                               |
| Best Film from any Source | 《대열차 작전》                             | 존 프랭컨하이머           | 줄스 브리컨                                                           | 영국                               |
| 1965 (19회)               |                                             |                           |                                                                       |                                    |
| Best Film from any Source | 《마이 페어 레이디》                        | 조지 큐커                 | 잭 L. 워너                                                            | 미국                               |
| Best Film from any Source | 《햄릿》                                    | 그리고리 코진체프         |                                                                       | 소련                               |
| Best Film from any Source | 《더 힐》                                   | 시드니 루멧               | 케네스 하이먼                                                         | 영국                               |
| Best Film from any Source | 《여자를 유혹하는 요령》                    | 리처드 레스터             | 오스카 루언스틴                                                       | 영국                               |
| Best Film from any Source | 《그리스인 조르바》                         | 미카엘 카코야니스         | 미카엘 카코야니스                                                     | 그리스 미국                        |
| 1966 (20회)               |                                             |                           |                                                                       |                                    |
| Best Film from any Source | 《누가 버지니아 울프를 두려워하랴》         | 마이크 니컬스             | 어니스트 리먼                                                         | 미국                               |
| Best Film from any Source | 《닥터 지바고》                             | 데이비드 린               | 데이비드 린 카를로 폰티                                               | 영국 이탈리아                      |
| Best Film from any Source | 《모건》                                    | 카렐 라이스               | 리언 클로어                                                           | 영국                               |
| Best Film from any Source | 《추운 곳에서 온 스파이》                   | 마틴 릿                   | 마틴 릿                                                               | 영국                               |
| 1967 (21회)               |                                             |                           |                                                                       |                                    |
| Best Film from any Source | 《사계절의 사나이》                         | 프레드 진네만             | 프레드 진네만                                                         | 영국                               |
| Best Film from any Source | 《우리에게 내일은 없다》                    | 아서 펜                   | 워런 비티                                                             | 미국                               |
| Best Film from any Source | 《밤의 열기 속으로》                        | 노먼 주이슨               | 월터 미리시                                                           | 미국                               |
| Best Film from any Source | 《남과 여》                                 | 클로드 를루슈             |                                                                       | 프랑스                             |
| 1968 (22회)               |                                             |                           |                                                                       |                                    |
| Best Film                 | 《졸업》                                    | 마이크 니컬스             | 마이크 니컬스                                                         | 미국                               |
| Best Film                 | 《2001: 스페이스 오디세이》                 | 스탠리 큐브릭             | 스탠리 큐브릭                                                         | 영국                               |
| Best Film                 | 《올리버》                                  | 캐럴 리드                 | 존 울프                                                               | 영국                               |
| Best Film                 | 《가까이서 본 기차》                        | 이르지 멘젤               | 즈데네크 오베스                                                       | 체코슬로바키아                     |
| 1969 (23회)               |                                             |                           |                                                                       |                                    |
| Best Film                 | 《미드나잇 카우보이》                       | 존 슐레진저               | 제롬 헬먼                                                             | 미국                               |
| Best Film                 | 《오! 멋진 전쟁》                           | 리처드 애튼버러           | 리처드 애튼버러 브라이언 더피                                         | 영국                               |
| Best Film                 | 《사랑하는 여인들》                         | 켄 러셀                   | 래리 크레이머                                                         | 영국                               |
| Best Film                 | 《Z》                                       | 코스타 가브라스           |                                                                       | 프랑스                             |

## 1970년대
| 연도        | 영화                               | 감독              | 제작                                                    | 국가                   |
| ----------- | ---------------------------------- | ----------------- | ------------------------------------------------------- | ---------------------- |
| 1970 (24회) |                                    |                   |                                                         |                        |
| Best Film   | 《내일을 향해 쏴라》               | 조지 로이 힐      | 존 포먼                                                 | 미국                   |
| Best Film   | 《케스》                           | 케네스 로치       | 토니 가넷                                               | 영국                   |
| Best Film   | 《매시》                           | 로버트 올트먼     | 잉고 프레민저                                           | 미국                   |
| Best Film   | 《라이언의 딸》                    | 데이비드 린       | 앤서니 해블록앨런                                       | 영국                   |
| 1971 (25회) |                                    |                   |                                                         |                        |
| Best Film   | 《사랑의 여로》                    | 존 슐레진저       | 조지프 재니                                             | 영국                   |
| Best Film   | 《사랑의 메신저》                  | 조지프 로지       | 존 헤이먼 데니스 존슨 노먼 프리건                       | 영국                   |
| Best Film   | 《베네치아에서의 죽음》            | 루키노 비스콘티   | 루키노 비스콘티                                         | 이탈리아 프랑스        |
| Best Film   | 《탈의》                           | 밀로스 포만       | 앨프리드 W. 크라운                                      | 미국                   |
| 1972 (26회) |                                    |                   |                                                         |                        |
| Best Film   | 《카바레》                         | 밥 포스           | 사이 포이어                                             | 미국                   |
| Best Film   | 《시계태엽 오렌지》                | 스탠리 큐브릭     | 스탠리 큐브릭                                           | 영국                   |
| Best Film   | 《프렌치 커넥션》                  | 윌리엄 프리드킨   | 필립 단토니                                             | 미국                   |
| Best Film   | 《마지막 영화관》                  | 피터 보그다노비치 | 스티븐 J. 프리드먼                                      | 미국                   |
| 1973 (27회) |                                    |                   |                                                         |                        |
| Best Film   | 《아메리카의 밤》                  | 프랑수아 트뤼포   | 마르셀 베르베르                                         | 프랑스                 |
| Best Film   | 《자칼의 날》                      | 프레드 진네만     | 존 울프                                                 | 영국 프랑스            |
| Best Film   | 《부르주아의 은밀한 매력》         | 루이스 부뉴엘     | 세르주 실베르망                                         | 프랑스 이탈리아 스페인 |
| Best Film   | 《쳐다보지 마라》                  | 니컬러스 로그     | 피처 캐츠                                               | 영국 이탈리아          |
| 1974 (28회) |                                    |                   |                                                         |                        |
| Best Film   | 《라콤 루시앙》                    | 루이 말           | 루이 말 클로드 네자르                                   | 프랑스 서독 이탈리아   |
| Best Film   | 《차이나타운》                     | 로만 폴란스키     | 로버트 에번스                                           | 미국                   |
| Best Film   | 《마지막 지령》                    | 핼 애슈비         | 제럴드 에어스                                           | 미국                   |
| Best Film   | 《오리엔트 특급 살인》             | 시드니 루멧       | 존 브러본 리처드 B. 굿윈                                | 영국                   |
| 1975 (29회) |                                    |                   |                                                         |                        |
| Best Film   | 《엘리스는 이제 여기 살지 않는다》 | 마틴 스코세이지   | 오드리 마스 데이비드 서스킨드                           | 미국                   |
| Best Film   | 《배리 린든》                      | 스탠리 큐브릭     | 스탠리 큐브릭                                           | 영국                   |
| Best Film   | 《뜨거운 오후》                    | 시드니 루멧       | 마틴 브레그먼 마틴 엘펀드                               | 미국                   |
| Best Film   | 《죠스》                           | 스티븐 스필버그   | 데이비드 브라운 리처드 D. 재넉                          | 미국                   |
| 1976 (30회) |                                    |                   |                                                         |                        |
| Best Film   | 《뻐꾸기 둥지 위로 날아간 새》     | 밀로스 포만       | 마이클 더글러스 솔 잰츠                                 | 미국                   |
| Best Film   | 《모두가 대통령의 사람들》         | 앨런 J. 퍼쿨라    | 월터 코블렌즈                                           | 미국                   |
| Best Film   | 《벅시 말론》                      | 앨런 파커         | 앨런 마셜                                               | 영국                   |
| Best Film   | 《택시 드라이버》                  | 마틴 스코세이지   | 줄리아 필립스 마이클 필립스                             | 미국                   |
| 1977 (31회) |                                    |                   |                                                         |                        |
| Best Film   | 《애니 홀》                        | 우디 앨런         | 찰스 H. 조페이 잭 롤린스                                | 미국                   |
| Best Film   | 《머나먼 다리》                    | 리처드 애튼버러   | 조지프 E. 러빈 리처드 P. 러빈                           | 영국 미국              |
| Best Film   | 《네트워크》                       | 시드니 루멧       | 하워드 곳프리드                                         | 미국                   |
| Best Film   | 《록키》                           | 존 G. 아빌드센    | 로버트 차토프 어윈 윙클러                               | 미국                   |
| 1978 (32회) |                                    |                   |                                                         |                        |
| Best Film   | 《줄리아》                         | 프레드 진네만     | 리처드 로스                                             | 미국                   |
| Best Film   | 《미지와의 조우》                  | 스티븐 스필버그   | 줄리아 필립스 마이클 필립스                             | 미국                   |
| Best Film   | 《미드나잇 익스프레스》            | 앨런 파커         | 앨런 마셜 데이비드 퍼트넘                               | 영국                   |
| Best Film   | 《스타워즈》                       | 조지 루커스       | 게리 커츠                                               | 미국                   |
| 1979 (33회) |                                    |                   |                                                         |                        |
| Best Film   | 《맨해튼》                         | 우디 앨런         | 찰스 H. 조페이                                          | 미국                   |
| Best Film   | 《지옥의 묵시록》                  | 프랜시스 코폴라   | 프랜시스 코폴라                                         | 미국                   |
| Best Film   | 《차이나 신드롬》                  | 제임스 브리지스   | 마이클 더글러스                                         | 미국                   |
| Best Film   | 《디어 헌터》                      | 마이클 치미노     | 마이클 치미노 마이클 딜리 John Peverall 배리 스파이킹스 | 미국                   |

## 1980년대
| 연도        | 영화                        | 감독                  | 제작                                       | 국가                   |
| ----------- | --------------------------- | --------------------- | ------------------------------------------ | ---------------------- |
| 1980 (34회) |                             |                       |                                            |                        |
| Best Film   | 《엘리펀트 맨》             | 데이비드 린치         | 조너선 생어                                | 미국                   |
| Best Film   | 《찬스》                    | 핼 애슈비             | Andrew Braunsberg                          | 미국                   |
| Best Film   | 《카게무샤》                | 구로사와 아키라       | 구로사와 아키라                            | 일본                   |
| Best Film   | 《크레이머 대 크레이머》    | 로버트 벤턴           | 스탠리 R. 재피                             | 미국                   |
| 1981 (35회) |                             |                       |                                            |                        |
| Best Film   | 《불의 전차》               | 휴 허드슨             | 데이비드 퍼트넘                            | 영국                   |
| Best Film   | 《아틀란틱 시티》           | 루이 말               | 드니 에루 존 케미니                        | 미국 캐나다 프랑스     |
| Best Film   | 《프랑스 중위의 여자》      | 카렐 라이스           | 리언 클로어                                | 영국                   |
| Best Film   | 《그레고리의 여자》         | 빌 포사이스           | Davina Belling 클라이브 파슨스             | 영국                   |
| Best Film   | 《레이더스》                | 스티븐 스필버그       | 프랭크 마셜                                | 미국                   |
| 1982 (36회) |                             |                       |                                            |                        |
| Best Film   | 《간디》                    | 리처드 애튼버러       | 리처드 애튼버러                            | 영국 인도              |
| Best Film   | 《E.T.》                    | 스티븐 스필버그       | 캐슬린 케네디 스티븐 스필버그              | 미국                   |
| Best Film   | 《의문의 실종》             | 코스타 가브라스       | 에드워드 루이스 Mildred Lewis              | 미국                   |
| Best Film   | 《황금 연못》               | 마크 리델             | 브루스 길버트                              | 미국                   |
| 1983 (37회) |                             |                       |                                            |                        |
| Best Film   | 《리타 길들이기》           | 루이스 길버트         | 루이스 길버트                              | 영국                   |
| Best Film   | 《인도에서 생긴 일》        | 제임스 아이보리       | Ismail Merchant                            | 영국                   |
| Best Film   | 《시골 영웅》               | 빌 포사이스           | 데이비드 퍼트넘                            | 영국                   |
| Best Film   | 《투씨》                    | 시드니 폴락           | 시드니 폴락 딕 리처즈                      | 미국                   |
| 1984 (38회) |                             |                       |                                            |                        |
| Best Film   | 《킬링필드》                | 롤랑 조페             | 데이비드 퍼트넘                            | 영국                   |
| Best Film   | 《멋진 드레서》             | 피터 예이츠           | 로널드 하우드 피터 예이츠                  | 영국                   |
| Best Film   | 《파리, 텍사스》            | 빔 벤더스             | 아나톨 도망 Don Guest                      | 프랑스 서독            |
| Best Film   | 《프라이빗 펑션》           | Malcolm Mowbray       | Mark Shivas                                | 영국                   |
| 1985 (39회) |                             |                       |                                            |                        |
| Best Film   | 《카이로의 붉은 장미》      | 우디 앨런             | 로버트 그린헛 우디 앨런                    | 미국                   |
| Best Film   | 《아마데우스》              | 밀로스 포만           | 솔 잰츠 밀로스 포만                        | 미국                   |
| Best Film   | 《Back to the Future》      | 로버트 저메키스       | 닐 캔턴 밥 게일 로버트 저메키스            | 미국                   |
| Best Film   | 《인도로 가는 길》          | 데이비드 린           | 존 브러본 리처드 B. 굿윈 데이비드 린       | 영국                   |
| Best Film   | 《Witness》                 | 피터 위어             | 에드워드 S. 펠드먼 피터 위어               | 미국                   |
| 1986 (40회) |                             |                       |                                            |                        |
| Best Film   | 《전망 좋은 방》            | 제임스 아이보리       | Ismail Merchant 제임스 아이보리            | 영국                   |
| Best Film   | 《한나와 그 자매들》        | 우디 앨런             | 로버트 그린헛 우디 앨런                    | 미국                   |
| Best Film   | 《미션》                    | 롤랑 조페             | Fernando Ghia 데이비드 퍼트넘 롤랑 조페    | 영국                   |
| Best Film   | 《Mona Lisa》               | 닐 조던               | Patrick Cassavetti 스티븐 울리 닐 조던     | 영국                   |
| 1987 (41회) |                             |                       |                                            |                        |
| Best Film   | 《마농의 샘》               | 클로드 베리           | 클로드 베리                                | 프랑스 스위스 이탈리아 |
| Best Film   | 《자유의 절규》             | 리처드 애튼버러       | 리처드 애튼버러                            | 영국                   |
| Best Film   | 《희망과 영광》             | 존 부어먼             | 존 부어먼                                  | 영국                   |
| Best Film   | 《라디오 데이즈》           | 우디 앨런             | 로버트 그린헛                              | 미국                   |
| 1988 (42회) |                             |                       |                                            |                        |
| Best Film   | 《마지막 황제》             | 베르나르도 베르톨루치 | 제러미 토머스 베르나르도 베르톨루치        | 영국 이탈리아          |
| Best Film   | 《굿바이 칠드런》           | 루이 말               | 루이 말                                    | 프랑스 서독            |
| Best Film   | 《바베트의 만찬》           | 가브리엘 악셀         | Just Betzer 보 크리스텐센                  | 덴마크                 |
| Best Film   | 《완다라는 이름의 물고기》  | 찰스 크라이튼         | 마이클 섐버그                              | 영국 미국              |
| 1989 (43회) |                             |                       |                                            |                        |
| Best Film   | 《죽은 시인의 사회》        | 피터 위어             | 스티븐 해프트 Paul Junger Witt 토니 토머스 | 미국                   |
| Best Film   | 《나의 왼발》               | 짐 셰리던             | 노엘 피어슨                                | 아일랜드               |
| Best Film   | 《Shirley Valentine》       | 루이스 길버트         | 루이스 길버트                              | 영국                   |
| Best Film   | 《해리가 샐리를 만났을 때》 | 롭 라이너             | 롭 라이너 앤드루 샤인먼                    | 미국                   |

## 1990년대
| 연도        | 영화                                | 감독              | 제작                                                            | 국가                           |
| ----------- | ----------------------------------- | ----------------- | --------------------------------------------------------------- | ------------------------------ |
| 1990 (44회) |                                     |                   |                                                                 |                                |
| Best Film   | 《좋은 친구들》                     | 마틴 스코세이지   | 로버트 차토프 어윈 윙클러                                       | 미국                           |
| Best Film   | 《범죄와 비행》                     | 우디 앨런         | 로버트 그린헛                                                   | 미국                           |
| Best Film   | 《드라이빙 미스 데이지》            | 브루스 베리스퍼드 | Lili Fini Zanuck 리처드 D. 재넉                                 | 미국                           |
| Best Film   | 《귀여운 여인》                     | 게리 마셜         | 아넌 밀천 Steven Reuther                                        | 미국                           |
| 1991 (45회) |                                     |                   |                                                                 |                                |
| Best Film   | 《커미트먼트》                      | 앨런 파커         | 린다 마일스 로저 랜들커틀러                                     | 아일랜드 영국                  |
| Best Film   | 《늑대와 춤을》                     | 케빈 코스트너     | 케빈 코스트너 짐 윌슨                                           | 미국                           |
| Best Film   | 《양들의 침묵》                     | 조너선 데미       | Ron Bozman 에드워드 색슨 Kenneth Utt                            | 미국                           |
| Best Film   | 《델마와 루이스》                   | 리들리 스콧       | Mimi Polk Gitlin                                                | 미국                           |
| 1992 (46회) |                                     |                   |                                                                 |                                |
| Best Film   | 《하워즈 엔드》                     | 제임스 아이보리   | Ismail Merchant                                                 | 영국                           |
| Best Film   | 《크라잉 게임》                     | 닐 조던           | 스티븐 울리                                                     | 영국 아일랜드                  |
| Best Film   | 《플레이어》                        | 로버트 올트먼     | 데이비드 브라운 마이클 톨킨 닉 웩슬러                           | 미국                           |
| Best Film   | 《댄싱 히어로》                     | 배즈 루어먼       | Tristram Miall                                                  | 오스트레일리아                 |
| Best Film   | 《용서받지 못한 자》                | 클린트 이스트우드 | 클린트 이스트우드                                               | 미국                           |
| 1993 (47회) |                                     |                   |                                                                 |                                |
| Best Film   | 《쉰들러 리스트》                   | 스티븐 스필버그   | Branko Lustig Gerald R. Molen 스티븐 스필버그                   | 미국                           |
| Best Film   | 《피아노》                          | 제인 캠피언       | 잰 채프먼                                                       | 뉴질랜드 오스트레일리아 프랑스 |
| Best Film   | 《남아있는 나날》                   | 제임스 아이보리   | 존 캘리 Ismail Merchant 마이크 니컬스 제임스 아이보리           | 영국 미국                      |
| Best Film   | 《섀도우랜드》                      | 리처드 애튼버러   | 리처드 애튼버러 브라이언 이스트먼                               | 영국                           |
| 1994 (48회) |                                     |                   |                                                                 |                                |
| Best Film   | 《네 번의 결혼식과 한 번의 장례식》 | 마이클 뉴얼       | 덩컨 켄워디                                                     | 영국                           |
| Best Film   | 《포레스트 검프》                   | 로버트 저메키스   | 웬디 파이너먼 스티브 스타키 스티브 티시                         | 미국                           |
| Best Film   | 《펄프 픽션》                       | 쿠엔틴 타란티노   | 로런스 벤더                                                     | 미국                           |
| Best Film   | 《퀴즈 쇼》                         | 로버트 레드퍼드   | 마이클 제이컵스 줄리아n Krainin 마이클 노직                     | 미국                           |
| 1995 (49회) |                                     |                   |                                                                 |                                |
| Best Film   | 《센스 앤 센서빌리티》              | 리안              | 린지 도런                                                       | 영국                           |
| Best Film   | 《꼬마돼지 베이브》                 | 크리스 누넌       | 빌 밀러 조지 밀러 더그 미첼                                     | 오스트레일리아 미국            |
| Best Film   | 《조지 왕의 광기》                  | 니컬러스 하이트너 | 스티븐 에번스 데이비드 파핏                                     | 영국                           |
| Best Film   | 《유주얼 서스펙트》                 | 브라이언 싱어     | 마이클 맥도널                                                   | 미국                           |
| 1996 (50회) |                                     |                   |                                                                 |                                |
| Best Film   | 《잉글리쉬 페이션트》               | 앤서니 밍겔라     | 솔 잰츠                                                         | 미국                           |
| Best Film   | 《파고》                            | 조엘 코언         | 이선 코언                                                       | 미국                           |
| Best Film   | 《비밀과 거짓말》                   | 마이크 리         | 사이먼 채닝윌리엄스                                             | 영국                           |
| Best Film   | 《샤인》                            | 스콧 힉스         | 제인 스콧                                                       | 오스트레일리아                 |
| 1997 (51회) |                                     |                   |                                                                 |                                |
| Best Film   | 《풀 몬티》                         | 피터 카타네오     | 우베르토 파솔리니                                               | 영국                           |
| Best Film   | 《LA 컨피덴셜》                     | 커티스 핸슨       | 커티스 핸슨 아넌 밀천 마이클 네이선슨                           | 미국                           |
| Best Film   | 《미세스 브라운》                   | 존 매든           | 세라 커티스                                                     | 영국 아일랜드 미국             |
| Best Film   | 《타이타닉》                        | 제임스 카메론     | 제임스 카메론 존 랜다우                                         | 미국                           |
| 1998 (52회) |                                     |                   |                                                                 |                                |
| Best Film   | 《셰익스피어 인 러브》              | 존 매든           | 도나 질로티 마크 노먼 데이비드 파핏 하비 와인스틴 에드워드 즈윅 | 미국                           |
| Best Film   | 《엘리자베스》                      | 셰카르 카푸르     | 팀 베번 에릭 펠너 앨리슨 오언                                   | 영국                           |
| Best Film   | 《라이언 일병 구하기》              | 스티븐 스필버그   | 이언 브라이스 마크 고든 게리 레빈손 스티븐 스필버그             | 미국                           |
| Best Film   | 《트루먼 쇼》                       | 피터 위어         | 에드워드 S. 펠드먼 앤드루 니콜 스콧 루딘 애덤 슈로더            | 미국                           |
| 1999 (53회) |                                     |                   |                                                                 |                                |
| Best Film   | 《아메리칸 뷰티》                   | 샘 멘디스         | 브루스 코언 댄 징크스                                           | 미국                           |
| Best Film   | 《우리는 파키스탄인》               | 데이미언 오도널   | 레슬리 우드윈                                                   | 영국                           |
| Best Film   | 《사랑의 슬픔 애수》                | 닐 조던           | 닐 조던 스티븐 울리                                             | 영국 미국                      |
| Best Film   | 《식스 센스》                       | M. 나이트 샤말란  | 프랭크 마셜 캐슬린 케네디 Barry Mendel                          | 미국                           |
| Best Film   | 《리플리》                          | 앤서니 밍겔라     | 윌리엄 호버그 톰 스턴버그                                       | 미국                           |

## 2000년대
| 연도        | 영화                                  | 감독                          | 제작                                                   | 국가                                              |
| ----------- | ------------------------------------- | ----------------------------- | ------------------------------------------------------ | ------------------------------------------------- |
| 2000 (54회) |                                       |                               |                                                        |                                                   |
| Best Film   | 《글래디에이터》                      | 리들리 스콧                   | David Franzoni Branko Lustig 더글러스 윅               | 미국 영국                                         |
| Best Film   | 《올모스트 페이머스》                 | 캐머런 크로                   | 이언 브라이스 캐머런 크로                              | 미국                                              |
| Best Film   | 《빌리 엘리엇》                       | 스티븐 돌드리                 | 그레그 브렌먼 존 핀                                    | 영국                                              |
| Best Film   | 《와호장룡》                          | 리안                          | 쉬리궁 빌 콩 리안                                      | 타이완 중국 홍콩                                  |
| Best Film   | 《에린 브로코비치》                   | 스티븐 소더버그               | 대니 드비토 마이클 섐버그 스테이시 셰어                | 미국                                              |
| 2001 (55회) |                                       |                               |                                                        |                                                   |
| Best Film   | 《반지의 제왕: 반지 원정대》          | 피터 잭슨                     | 피터 잭슨 배리 M. 오즈번 팀 샌더스 프랜 월시           | 뉴질랜드                                          |
| Best Film   | 《아멜리에》                          | 장피에르 죄네                 | 장마르크 데샹 클로디 오사르                            | 프랑스 독일                                       |
| Best Film   | 《뷰티풀 마인드》                     | 론 하워드                     | 브라이언 그레이저 론 하워드                            | 미국                                              |
| Best Film   | 《물랑 루즈》                         | 배즈 루어먼                   | 프레드 배런 마틴 브라운 배즈 루어먼                    | 오스트레일리아 미국                               |
| Best Film   | 《슈렉》                              | 앤드루 애덤슨 비키 젠슨       | 제프리 캐천버그 Aron Warner 존 H. 윌리엄스             | 미국                                              |
| 2002 (56회) |                                       |                               |                                                        |                                                   |
| Best Film   | 《피아니스트》                        | 로만 폴란스키                 | Robert Benmussa 로만 폴란스키 알랭 사르드              | 프랑스 독일 영국 폴란드                           |
| Best Film   | 《시카고》                            | 롭 마셜                       | 마틴 리처즈                                            | 미국 독일                                         |
| Best Film   | 《갱스 오브 뉴욕》                    | 마틴 스코세이지               | 알베르토 그리말디 하비 와인스틴                        | 미국                                              |
| Best Film   | 《디 아워스》                         | 스티븐 돌드리                 | 로버트 폭스 스콧 루딘                                  | 영국 미국                                         |
| Best Film   | 《반지의 제왕: 두 개의 탑》           | 피터 잭슨                     | 피터 잭슨 배리 M. 오즈번 프랜 월시                     | 뉴질랜드                                          |
| 2003 (57회) |                                       |                               |                                                        |                                                   |
| Best Film   | 《반지의 제왕: 왕의 귀환》            | 피터 잭슨                     | 피터 잭슨 배리 M. 오즈번 프랜 월시                     | 뉴질랜드                                          |
| Best Film   | 《빅 피쉬》                           | 팀 버튼                       | 브루스 코언 댄 징크스 리처드 D. 재넉                   | 미국                                              |
| Best Film   | 《콜드 마운틴》                       | 앤서니 밍겔라                 | 앨버트 버거 윌리엄 호버그 시드니 폴락 Ron Yerxa        | 영국 미국                                         |
| Best Film   | 《사랑도 통역이 되나요?》             | 소피아 코폴라                 | 소피아 코폴라 로스 캐츠                                | 미국                                              |
| Best Film   | 《마스터 앤드 커맨더: 위대한 정복자》 | 피터 위어                     | 새뮤얼 골드윈 Jr. 덩컨 헨더슨 피터 위어                | 영국 미국                                         |
| 2004 (58회) |                                       |                               |                                                        |                                                   |
| Best Film   | 《에비에이터》                        | 마틴 스코세이지               | 샌디 클리먼 찰스 에번스 주니어 그레이엄 킹 마이클 맨   | 미국                                              |
| Best Film   | 《이터널 선샤인》                     | 미셸 공드리                   | 앤서니 브레그먼 스티브 골린                            | 미국                                              |
| Best Film   | 《파인딩 네버랜드》                   | 마르크 포르스터               | 넬리 벨플라워 리처드 N. 글래드스틴                     | 영국 미국                                         |
| Best Film   | 《모터싸이클 다이어리》               | 바우테르 살리스               | 마이클 노직 Edgard Tenenbaum 캐런 텡크호프             | 아르헨티나 미국 칠레 페루 브라질 영국 독일 프랑스 |
| Best Film   | 《베라 드레이크》                     | 마이크 리                     | 사이먼 채닝윌리엄스 알랭 사르드                        | 영국 프랑스                                       |
| 2005 (59회) |                                       |                               |                                                        |                                                   |
| Best Film   | 《브로크백 마운틴》                   | 리안                          | 다이애나 오사나 제임스 샤무스                          | 미국                                              |
| Best Film   | 《카포티》                            | 베넷 밀러                     | 캐럴라인 배런 Michael Ohoven 윌리엄 빈스               | 미국 캐나다                                       |
| Best Film   | 《콘스탄트 가드너》                   | 페르난두 메이렐리스           | 사이먼 채닝 윌리엄스                                   | 영국 독일                                         |
| Best Film   | 《크래쉬》                            | 폴 해기스                     | 돈 치들 캐시 슐만 밥 야리                              | 미국                                              |
| Best Film   | 《굿 나잇 앤 굿 럭.                   | 조지 클루니                   | 그랜트 헤슬로브                                        | 미국                                              |
| 2006 (60회) |                                       |                               |                                                        |                                                   |
| Best Film   | 《더 퀸》                             | 스티븐 프리어스               | 트레이시 슈어드 크리스틴 랭언 앤디 해리스              | 영국                                              |
| Best Film   | 《바벨》                              | 알레한드로 곤살레스 이냐리투  | 알레한드로 곤살레스 이냐리투 존 킬릭 스티브 골린       | 미국 멕시코 프랑스                                |
| Best Film   | 《디파티드》                          | 마틴 스코세이지               | 브래드 피트 브래드 그레이 그레이엄 킹                  | 미국                                              |
| Best Film   | 《라스트 킹》                         | 케빈 맥도널드                 | 앤드리아 콜더우드 리사 브라이어 찰스 스틸              | 영국                                              |
| Best Film   | 《리틀 미스 선샤인》                  | 조너선 데이턴 밸러리 패리스   | 데이비드 T. 프렌들리 피터 사라프 마크 터틀토브         | 미국                                              |
| 2007 (61회) |                                       |                               |                                                        |                                                   |
| Best Film   | 《어톤먼트》                          | 조 라이트                     | 팀 베번, 에릭 펠너, 폴 웹스터                          | 영국                                              |
| Best Film   | 《아메리칸 갱스터》                   | 리들리 스콧                   | 브라이언 그레이저, 리들리 스콧                         | 미국                                              |
| Best Film   | 《타인의 삶》                         | 플로리안 헨켈 폰 도너스마르크 | Quirin Berg, 막스 비데만                               | 독일                                              |
| Best Film   | 《노인을 위한 나라는 없다》           | 코언 형제                     | 코언 형제, 스콧 루딘                                   | 미국                                              |
| Best Film   | 《데어 윌 비 블러드》                 | 폴 토머스 앤더슨              | 조앤 셀러, 대니얼 루피                                 | 미국                                              |
| 2008 (62회) |                                       |                               |                                                        |                                                   |
| Best Film   | 《슬럼독 밀리어네어》                 | 대니 보일                     | 크리스천 콜슨                                          | 영국                                              |
| Best Film   | 《벤자민 버튼의 시간은 거꾸로 간다》  | 데이비드 핀처                 | 캐슬린 케네디, 프랭크 마셜, 레이 스타크                | 미국                                              |
| Best Film   | 《프로스트 VS 닉슨》                  | 론 하워드                     | 론 하워드, 브라이언 그레이저, 팀 베번, 에릭 펠너       | 영국 미국                                         |
| Best Film   | 《밀크》                              | 거스 밴샌트                   | 댄 징크스, 브루스 코언                                 | 미국                                              |
| Best Film   | 《더 리더: 책 읽어주는 남자》         | 스티븐 돌드리                 | 앤서니 밍겔라, 시드니 폴락, 스콧 루딘                  | 영국 독일                                         |
| 2009 (63회) |                                       |                               |                                                        |                                                   |
| Best Film   | 《허트 로커》                         | 캐스린 비글로                 | 캐스린 비글로, 마크 볼, 니콜라 샤르티에, 그레그 셔피로 | 미국                                              |
| Best Film   | 《아바타》                            | 제임스 카메론                 | 제임스 카메론, 존 랜다우                               | 미국                                              |
| Best Film   | 《언 애듀케이션》                     | 로네 셰르피                   | 피놀라 드와이어, 어맨다 포지                           | 영국                                              |
| Best Film   | 《프레셔스》                          | 리 대니얼스                   | 리 대니얼스, 세라 시걸매그니스, 게리 매그니스          | 미국                                              |
| Best Film   | 《인 디 에어》                        | 제이슨 라이트먼               | 아이번 라이트먼, 제이슨 라이트먼, Daniel Dubiecki      | 미국                                              |

## 2010년대
| 연도        | 영화                              | 감독                   | Nominee(s)                                                                      | 국가                        |
| ----------- | --------------------------------- | ---------------------- | ------------------------------------------------------------------------------- | --------------------------- |
| 2010 (64회) |                                   |                        |                                                                                 |                             |
| Best Film   | 《킹스 스피치》                   | 톰 후퍼                | 이언 캐닝, 에밀 셔먼, 개러스 언윈                                               | 영국                        |
| Best Film   | 《블랙 스완》                     | 대런 애러노프스키      | 대런 애러노프스키, 스콧 프랭클린, 마이크 메더보이, 아널드 메서, 브라이언 올리버 | 미국                        |
| Best Film   | 《인셉션》                        | 크리스토퍼 놀런        | 크리스토퍼 놀런 에마 토머스                                                     | 영국                        |
| Best Film   | 《소셜 네트워크》                 | 데이비드 핀처          | 데이비드 핀처, 스콧 루딘, 다나 브루네티, 마이클 데 루카, 신 샤핀, 케빈 스페이시 | 미국                        |
| Best Film   | 《더 브레이브》                   | 코언 형제              | 코언 형제, 스콧 루딘                                                            | 미국                        |
| 2011 (65회) |                                   |                        |                                                                                 |                             |
| Best Film   | 《아티스트》                      | 미셸 하자나비시우스    | 토마 랑그만                                                                     | 프랑스                      |
| Best Film   | 《디센던트》                      | 알렉산더 페인          | 알렉산더 페인, 짐 테일러, 짐 버크                                               | 미국                        |
| Best Film   | 《드라이브》                      | 니콜라스 빈딩 레픈     | 애덤 시걸, 마크 플랫                                                            | 미국                        |
| Best Film   | 《헬프》                          | 테이트 테일러          | 브런슨 그린, 크리스 콜럼버스, 마이클 바너선                                     | 미국                        |
| Best Film   | 《팅커 테일러 솔저 스파이》       | 토마스 알프레드손      | 팀 베번, 로빈 슬로보, 에릭 펠너                                                 | 영국 프랑스 독일            |
| 2012 (66회) |                                   |                        |                                                                                 |                             |
| Best Film   | 《아르고》                        | 벤 애플렉              | 그랜트 헤슬로브, 벤 애플렉, 조지 클루니                                         | 미국                        |
| Best Film   | 《레 미제라블》                   | 톰 후퍼                | 팀 베번, 에릭 펠너, 데브라 헤이워드, 캐머런 매킨토시                            | 영국                        |
| Best Film   | 《라이프 오브 파이》              | 리안                   | 길 네터, 리안, 데이비드 워마크                                                  | 미국 UL                     |
| Best Film   | 《링컨》                          | 스티븐 스필버그        | 스티븐 스필버그, 캐슬린 케네디                                                  | 미국                        |
| Best Film   | 《제로 다크 서티》                | 캐스린 비글로          | 마크 볼, 캐스린 비글로, 메건 엘리슨                                             | 미국                        |
| 2013 (67회) |                                   |                        |                                                                                 |                             |
| Best Film   | 《노예 12년》                     | 스티브 매퀸            | 브래드 피트, 앤서니 카타가스, 디디 가드너, 제러미 클라이너, 스티브 매퀸         | 영국 미국                   |
| Best Film   | 《아메리칸 허슬》                 | 데이비드 O. 러셀       | 찰스 로븐, 리처드 서클, 메건 엘리슨, 조너선 고든                                | 미국                        |
| Best Film   | 《캡틴 필립스》                   | 폴 그린그래스          | 스콧 루딘, 다나 브루네티, 마이클 데 루카                                        | 미국                        |
| Best Film   | 《그래비티》                      | 알폰소 쿠아론          | 알폰소 쿠아론, 데이비드 헤이먼                                                  | 영국 미국                   |
| Best Film   | 《필로미나의 기적》               | 스티븐 프리어스        | 개브리엘 태나, 스티브 쿠건, 트레이시 슈어드                                     | 영국                        |
| 2014 (68회) |                                   |                        |                                                                                 |                             |
| Best Film   | 《보이후드》                      | 리처드 링클레이터      | 리처드 링클레이터, 캐슬린 서덜랜드                                              | 미국                        |
| Best Film   | 《버드맨》                        | 알레한드로 G. 이냐리투 | 알레한드로 G. 이냐리투, 존 레셔, 제임스 W. 스코치도폴                           | 미국                        |
| Best Film   | 《그랜드 부다페스트 호텔》        | 웨스 앤더슨            | 웨스 앤더슨, 스콧 루딘, 스티븐 레일스, 제러미 도슨                              | 미국 영국 독일              |
| Best Film   | 《이미테이션 게임》               | 모르텐 튈둠            | 노라 그로스먼, 이도 오스트라우스키, 테디 슈워츠먼                               | 영국                        |
| Best Film   | 《사랑에 대한 모든 것》           | 제임스 마시            | 팀 베번, 에릭 펠너, 리사 브루스, 앤서니 매카튼                                  | 영국                        |
| 2015 (69회) |                                   |                        |                                                                                 |                             |
| Best Film   | 《레버넌트: 죽음에서 돌아온 자》  | 알레한드로 G. 이냐리투 | 스티브 골린, 알레한드로 G. 이냐리투, 아넌 밀천, 메리 패런트, 키스 레드먼        | 미국                        |
| Best Film   | 《빅쇼트》                        | 애덤 매케이            | 디디 가드너, 제러미 클라이너, 브래드 피트                                       | 미국                        |
| Best Film   | 《스파이 브릿지》                 | 스티븐 스필버그        | 크리스티 마코스코 크리거, 마크 플랫, 스티븐 스필버그                            | 미국                        |
| Best Film   | 《캐롤》                          | 토드 헤인스            | 엘리자베스 칼슨, 크리스틴 버콘, 스티븐 울리                                     | 영국                        |
| Best Film   | 《스포트라이트》                  | 톰 매카시              | 블라이 페이건 파우스트, 스티브 골린, 니콜 로클린, 마이클 슈거                   | 미국                        |
| 2016 (70회) |                                   |                        |                                                                                 |                             |
| Best Film   | 《라라랜드》                      | 데이미언 셔젤          | 프레드 버거, 조던 호로위츠, 마크 플랫                                           | 미국                        |
| Best Film   | 《컨택트》                        | 드니 빌뇌브            | 댄 러빈, 숀 레비, 데이비드 린드, 에런 라이더                                    | 미국                        |
| Best Film   | 《나, 다니엘 블레이크》           | 켄 로치                | 리베카 오브라이언                                                               | 영국 프랑스 벨기에          |
| Best Film   | 《맨체스터 바이 더 씨》           | 케네스 로너건          | 로런 벡, 맷 데이먼, 크리스 무어, 킴벌리 스튜어드, 케빈 J. 월시                  | 미국                        |
| Best Film   | 《문라이트》                      | 배리 젱킨스            | 디디 가드너, 제러미 클라이너, Adele 로마nski                                    | 미국                        |
| 2017 (71회) |                                   |                        |                                                                                 |                             |
| Best Film   | 《쓰리 빌보드》                   | 마틴 맥도나            | 그레이엄 브로드벤트, 피트 처닌, 마틴 맥도나                                     | 영국 미국                   |
| Best Film   | 《콜 미 바이 유어 네임》          | 루카 과다니노          | 에밀리 조르주, 루카 과다니노, 마르코 모라비토, 피터 스피어스                    | 미국 이탈리아 프랑스 브라질 |
| Best Film   | 《다키스트 아워》                 | 조 라이트              | 팀 베번, 리사 브루스, 에릭 펠너, 앤서니 매카튼, 더글러스 어밴스키               | 영국                        |
| Best Film   | 《덩케르크》                      | 크리스토퍼 놀런        | 크리스토퍼 놀런, 에마 토머스                                                    | 영국 미국 프랑스 네덜란드   |
| Best Film   | 《셰이프 오브 워터: 사랑의 모양》 | 기예르모 델토로        | 기예르모 델토로, J. Miles Dale                                                  | 미국                        |
| 2018 (72회) |                                   |                        |                                                                                 |                             |
| Best Film   | 《로마》                          | 알폰소 쿠아론          | 알폰소 쿠아론, 가브리엘라 로드리게스, 니콜라스 셀리스                           | 멕시코 미국                 |
| Best Film   | 《블랙클랜스맨》                  | 스파이크 리            | 제이슨 블럼, 스파이크 리, 레이먼드 맨스필드, 숀 매키트릭, 조던 필, 숀 레딕      | 미국                        |
| Best Film   | 《더 페이버릿: 여왕의 여자》      | 요르고스 란티모스      | 세실 뎀프시, 에드 가이니, 리 매지데이, 요르고스 란티모스                        | 아일랜드 영국 미국          |
| Best Film   | 《그린 북》                       | 피터 패럴리            | 짐 버크, 브라이언 헤이스 커리, 피터 패럴리, 닉 발렐롱가, 찰스 B. 웨슬러         | 미국                        |
| Best Film   | 《스타 이즈 본》                  | 브래들리 쿠퍼          | 빌 거버, 리넷 하월 테일러                                                       | 미국                        |

## 같이 보기
- 아카데미 작품상